# 甲浦町
甲浦町（かんのうらちょう）は、高知県安芸郡にあった町。
現在の東洋町の北東端、阿佐海岸鉄道阿佐東線・甲浦信号場の周辺にあたる。本項では町制前の名称である甲浦村（かんのうらむら）についても述べる。

## 地理
- 海洋：太平洋
- 島嶼：葛島、赤葉島
- 岬：唐人ヶ鼻、松ヶ鼻
- 山岳：鴻ヶ峰山
- 河川：河内川、生見川、相間川

## 歴史
- 1889年（明治22年）4月1日 - 町村制の施行により、白浜村・河内村・生見村・甲浦村の区域をもって甲浦村が発足。
- 1916年（大正5年）4月1日 - 甲浦村が町制施行して甲浦町となる。
- 1950年（昭和25年）3月25日 - 昭和天皇が甲浦小学校に行幸（昭和天皇の戦後巡幸）[1]。
- 1959年（昭和34年）7月1日 - 野根町と合併して東洋町が発足。同日甲浦町廃止。

## 交通

### 鉄道路線
現在は旧町域に阿佐海岸鉄道阿佐東線の甲浦信号場が所在するが、当時は未開業。

### 道路
- 国道194号（現・国道55号）